# 永嘉公主 (南唐)
永嘉公主（一作永禧公主），生卒年不祥，事迹不详，南唐元宗皇帝李璟之女。
《旧五代史》记载刘崇俊以其子节尚太宁公主，而永嘉公主事迹不详。据徐铉《刘崇俊神道碑》，刘崇俊幼子刘匡符尚永嘉公主。宋人野史记载辽圣宗的妃嫔李芳仪也为李璟之女，所以清朝吴任臣编撰的《十国春秋》怀疑李芳仪即永嘉公主。
王铚《默记》中记载：李主有国时修真风观，皆宫人施财，刊姓氏于碑。有太宁公主、永嘉公主二人，皆景女。
赵至忠《虏庭杂记》记载：圣宗芳仪李氏，江南李景女。初嫁供奉官孙某，为武疆都监。妻女皆为圣宗所获，封芳仪，生公主一人。